# 国有六号农场
国有六号农场，是中国内蒙古自治区通辽市奈曼旗下辖的一个类似乡级单位。

## 行政区划
国有六号农场共辖以下地区：
二分场、一分场、三分场、四分场、五分场、六分场、七分场、八分场。